# Stollbergerforst

Lage im Landkreis Schweinfurt

Der Stollbergerforst ist ein 4,18 km² großes gemeindefreies Gebiet im unterfränkischen Landkreis Schweinfurt im Steigerwald. Das Gebiet ist komplett bewaldet.

## Lage
Der Stollbergerforst liegt südlich des namensgebenden Berges Stollberg mit 476 m Höhe. Im Stollbergerforst befindet sich die Burgruine Stollburg.

## Nachbargemeinden
|                   | Bürgerwald (Gemeindefreies Gebiet) |              |
| Stadt Gerolzhofen |                                    | Markt Ebrach |
|                   | Markt Oberschwarzach               |              |